# Dysmachus olympicus
Dysmachus olympicus là một loài ruồi trong họ Asilidae. Dysmachus olympicus được Janssens miêu tả năm 1958. Loài này phân bố ở vùng Cổ Bắc giới.